# Kaffeehausliteratur
Als Kaffeehausliteratur werden literarische Werke bezeichnet, die ganz oder zumindest teilweise in einem Kaffeehaus geschrieben wurden. Die Autoren wurden Kaffeehausliteraten genannt. Das Zentrum dieser Literaturform war Wien, aber Kaffeehausliteratur entstand auch in anderen europäischen Städten.

## Die Epoche der Kaffeehausliteratur

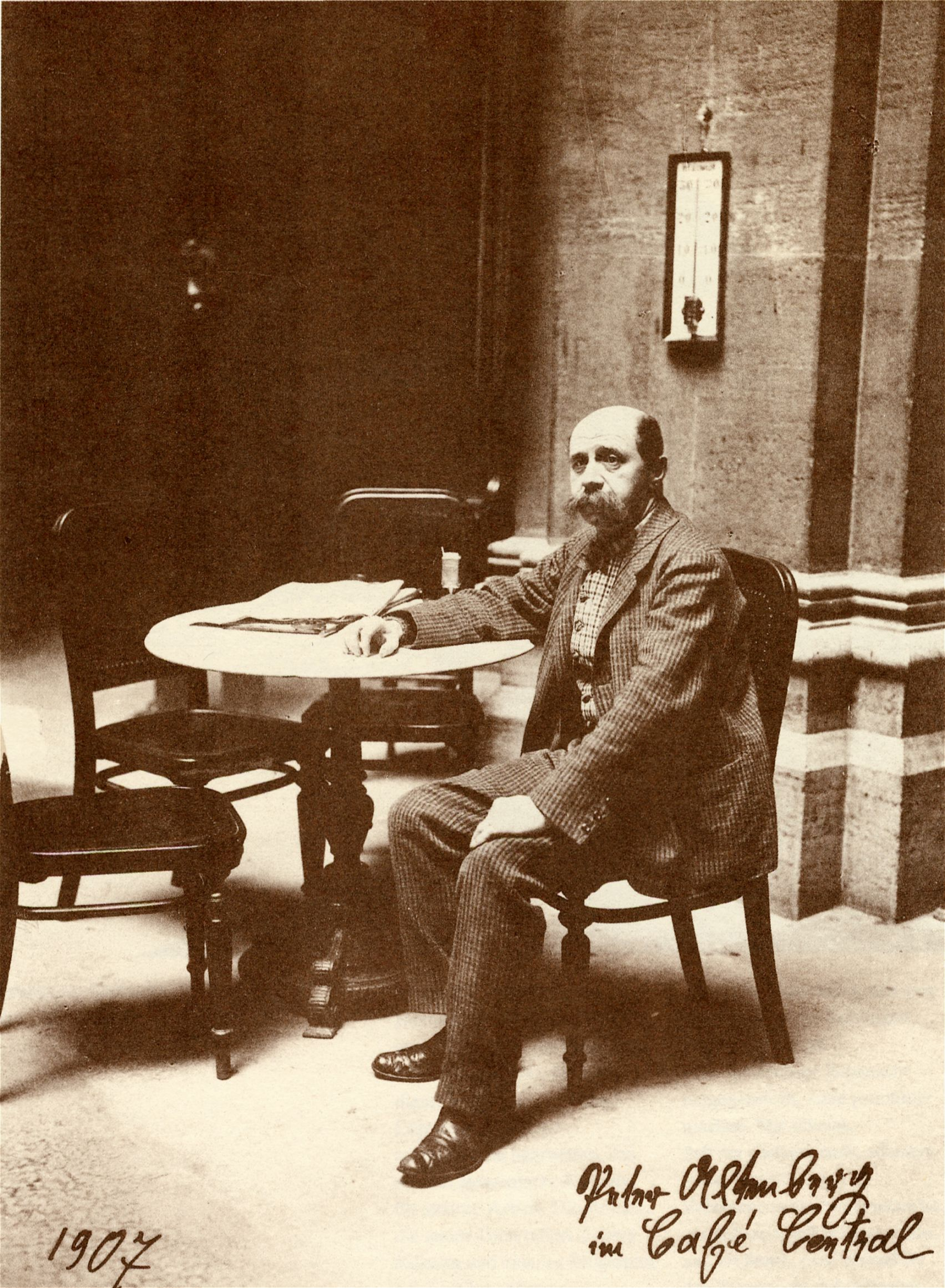
Peter Altenberg 1907 im Café Central

Das Wiener Kaffeehaus als kulturelle Institution gab es natürlich schon zuvor und es existiert bis heute, seine besondere Funktion als literarische Werkstätte erfuhr es aber in der Zeit des Fin de siècle, als sich vor dem Ersten Weltkrieg der Zerfall der Habsburgermonarchie bereits abzeichnete. In einem Milieu von Prunk und Dekadenz erlebte die österreichische Hauptstadt eine Blütezeit künstlerischen Schaffens, die sogenannte Wiener Moderne. Die mit dem Anschluss Österreichs einsetzende Vertreibung und Verfolgung des jüdischen Großbürgertums, das eine tragende intellektuelle Rolle innehatte, setzte der Zeit der Kaffeehausliteraten ein Ende, wenn auch manche Schriftsteller ihre Arbeit im Exil fortsetzten.
Das Café diente den Autoren als Inspiration für Sozialstudien, Gelegenheitsliteratur und Feuilletons. Literatur wird als Zeitvertreib betrieben, oft sind die Texte nur fragmentarisch, flüchtige Notizen, Eindrücke und Gespräche. Peter Altenberg spricht von „Extrakten des Lebens“. Viele Intellektuelle verbrachten Stunden im Kaffeehaus, der Konsumzwang war unbekannt, um sich untereinander auszutauschen. Ende der 1880er wurde im Café Griensteidl von Hermann Bahr die Gruppe Jung-Wien gegründet. Nachdem das Griensteidl 1897 geschlossen worden war, entwickelte sich das Café Central zum Treffpunkt der literarischen Größen. Auch das von Adolf Loos gestaltete Café Museum und besonders nach dem Ersten Weltkrieg das Café Herrenhof gehörten zu den Literatencafés.
Zum Stammpublikum der Wiener Kaffeehäuser gehörten die Schriftsteller Alfred Adler, Peter Altenberg, Hermann Bahr, Richard Beer-Hofmann, Hermann Broch, Egon Friedell, Hugo von Hofmannsthal, Karl Kraus, Anton Kuh, Robert Musil, Leo Perutz, Ernst Polak, Alfred Polgar, Joseph Roth, Felix Salten, Arthur Schnitzler, Friedrich Torberg und Franz Werfel, aber auch Maler, wie Gustav Klimt, Egon Schiele und Oskar Kokoschka, die Architekten Adolf Loos und Otto Wagner und die Komponisten Franz Lehár und Alban Berg.
Auch in anderen Städten der Monarchie, wie Prag (Egon Erwin Kisch), Budapest (Ferenc Molnár, Dezső Kosztolányi), Pressburg, Brünn, Iglau, Laibach, Krakau (Stanislaw Przybyszewski), Triest und Zagreb (Antun Gustav Matoš) entstand Kaffeehausliteratur. Die Prager deutschsprachigen Literaten trafen sich im „Continental“, wo etwa Gustav Meyrink und Max Brod zu den Stammgästen zählten, und im „Café Arco“, in dem Franz Werfel und Franz Kafka verkehrten. Die tschechische Kaffeehausszene versammelte sich im „Café Union“ (etwa Jaroslav Hašek und die Gebrüder Čapek) und später im Café Slavia, das zu einem Treffpunkt der Avantgardisten wurde. In Budapest sind das Café New York, das „Abbazia“, das „Central“ und das „Hadik“ zu nennen, in dem zum Beispiel Frigyes Karinthy schrieb, in Triest das San Marco (Italo Svevo, James Joyce). Das Jama Michalika in Krakau war ein Zentrum des literarischen Kabaretts.
Auch in Städten außerhalb Österreich-Ungarns gibt es Kaffeehausliteratur, die allerdings zum Teil eine andere Charakteristik hat. Beispiele sind das „Odeon“ in Zürich, in Paris das „Café du Dôme“ und das „Café Flore“ und in Ascona das Café „Verbano“. In Berlin bildeten das „Romanische Café“ und das „Größenwahn“ die wichtigsten Künstler- und Intellektuellentreffs. Dort verkehrten unter anderem Stefan Zweig, Erich Kästner, Ernst Deutsch, Gottfried Benn, Joachim Ringelnatz, Irmgard Keun und Grete Mosheim, Billy Wilder und Erich Maria Remarque.

## Das Café als Werkstätte
Stefan Zweig beschreibt in „Die Welt von Gestern“ rückblickend seine Jugendjahre im Kaffeehaus.
„Das Wiener Kaffeehaus stellt eine Institution besonderer Art dar, die mit keiner ähnlichen der Welt zu vergleichen ist. Es ist eigentlich eine Art demokratischer, jedem für eine billige Schale Kaffee zugänglicher Klub, wo jeder Gast für diesen kleinen Obolus stundenlang sitzen, diskutieren, schreiben, Karten spielen, seine Post empfangen und vor allem eine unbegrenzte Zahl von Zeitungen und Zeitschriften konsumieren kann“. Und weiter: „So wussten wir alles, was in der Welt vorging, aus erster Hand, wir erfuhren von jedem Buch, das erschien, von jeder Aufführung und verglichen in allen Zeitungen die Kritiken; nichts hat so viel zur intellektuellen Beweglichkeit des Österreichers beigetragen, als dass er im Kaffeehaus sich über alle Vorgänge der Welt umfassend orientieren und sie zugleich im freundschaftlichen Kreise diskutieren konnte. Täglich saßen wir stundenlang, und nichts entging uns. Denn wir verfolgten dank der Kollektivität unserer Interessen den orbis pictus der künstlerischen Geschehnisse nicht mit zwei, sondern mit zwanzig und vierzig Augen (…)“

## Beispiele und Literatur
- Peter Altenberg: Nachtcafé. In: Neues Berlin. Berlin 1911.
- Peter Altenberg:  So wurde ich. Stammgäste. In: Semmering. Berlin 1913.
- Peter Altenberg:   Kaffeehaus. In: Vita ipsa. Berlin 1918.
- Franz Werfel: Im Kaffeehaus für Gott und Lenin. In: Barbara oder die Frömmigkeit. Berlin / Wien / Leipzig 1929.
- Franz Werfel:  Der letzte Kaffeehausliterat. In: Zwischen Oben und Unten. München/Wien 1975.
- Géza von Cziffra: Anton Kuh, der Schnorrer-König. In: Der Kuh im Kaffeehaus. Die goldenen Zwanziger in Anekdoten. München / Berlin 1981.
- Ludwig Hirschfeld: Kaffeehauskultur. In: Das Buch von Wien. Was nicht im Baedeker steht. 1927
- Felix Salten: Aus den Anfängen. Erinnerungsskizzen. In: Jahrbuch deutscher Bibliophilen und Literaturfreunde. Berlin 1933
- Stefan Zweig: Das Kaffeehaus als Bildungsstätte. Jugend im Griensteidl. In: Die Welt von gestern. Stockholm 1944.
- Karl Kraus: Die demolierte Literatur. In: Frühe Schriften 1892–1900. Frankfurt am Main 1988.
- Anton Kuh: Central und Herrenhof. Lenin und Demel aus Luftlinien. Wien 1981.
- Anton Kuh: Zeitgeist im Literaturcafé. Café de l’Europe. Wien 1983.
- Alfred Polgar: Die Theorie des Café Central. In: Kleine Schriften. Reinbek 1983.
- Hilde Spiel: Heimkehr ins Herrenhof. In: Rückkehr nach Wien. Tagebuch. München 1968.
- Friedrich Torberg: Traktat über das Wiener Kaffeehaus. Sacher und Wider-Sacher, Café de l’Europe – Café Imperial. In: Die Tante Jolesch oder Der Untergang des Abendlandes in Anekdoten. München 1975.
- Hans Weigel: Das Kaffeehaus als Wille und Vorstellung. In: Das Wiener Kaffeehaus. Wien / Zürich / München 1978.
- Oskar Kokoschka: Über Adolf Loos. Karriere im Café Central. In: Mein Leben. München 1971
- Gina Kaus: Leben im Herrenhof. In: Und was für Leben … mit Liebe und Literatur, Theater und Film. Hamburg 1979.
- Heimito von Doderer: Meine Caféhäuser. In: Franz Hubmann: Café Hawelka. Ein Wiener Mythos. Wien 1982.
- Friedrich Hansen-Löwe: Kaffeehausgesellschaft. In: Franz Hubmann: Café Hawelka. Ein Wiener Mythos. Wien 1982.
- André Heller: Ein Ort der selbstverständlichen Täuschungen. In: Franz Hubmann: Café Hawelka. Ein Wiener Mythos. Wien 1982.
- Friederike Mayröcker: Für Josefine Hawelka. In: Magische Blätter. Frankfurt am Main 1983.
- Milan Dubrovic: Diagnose des Literaturcafés. Ein Literat ohne Werk. In: Veruntreute Geschichte. Die Wiener Salons und Literaturcafés. Wien / Hamburg 1985.
- Barbara Frischmuth: Café Fluch. 1997.
- Ernst Hinterberger: Die Kaffeehäuser der anderen. Mein Kaffeehaus. 1997.
- Robert Menasse: Beruf Kaffeehausgast. 1997.
- Ernst Molden: Der Teufel im Prückel. In: Die Krokodilsdame. München 1997.
- Susanne Widl: Eine kleine Kaffeehausphilosophie. 1997 in: [Susanne] Widl: Mein Leben im Spiegel der Medien, mit Beiträgen von Gregor Auerhammer und vielen anderen, Verlag für Moderne Kunst, Wien 2016, ISBN 978-3-86984-098-7, S. 332–335.
- Christoph Braendle: Kaffeehausblues. In: Liebe, Freud und schöner Tod. Wiener Sonaten. Picus, Wien 1998, ISBN 3-85452-708-X.